# الأميرية (حي)
حي الأميرية هو أحد أحياء محافظة القاهرة بالمنطقة الشمالية، يتميز حي الأميرية بوجود قصر القبة به.

## التاريخ
تُعد الأميرية من النواحي القديمة، وأصلها قرية كانت تتبع أعمال الشرقية، حيث ذكرها ابن مماتي عندما أحصى قرى أعمال الشرقية بعد الروك الصلاحي. كما ذكرها ابن الجيعان في كتابه «التحفة السنية بأسماء البلاد المصرية» الذي أحصى فيه قُرى أعمال ضواحي القاهرة بعد الروك الناصري، وقال هي من نواحي الحبس الشرقي. ومع توسّع مدينة القاهرة، أصبحت الأميرية جزءً من حي الزيتون إلى أن تم فصلهما في عام 2014م.

## معالم
- محكمة الزيتون ومحكمة الأسرة.

- مستشفى الزيتون التخصصى.

- مستشفى وادي النيل بشارع وادي النيل.

- مكتبة مصر العامة.

- مركز المواصفات والجودة والتوحيد القياسي التابع لوزارة الصناعة.

- المجمع التكنولوجي بالاميرية.

- كلية التكنولوجيا والتعليم جامعة حلوان

- مركز شباب السواح .

- مركز شباب الأميرية .

- السوق مركزي بالأميرية.

- مسجد الرحمة المهداة.

### مصانع وشركات
وتضم الأميرية منطقة صناعية ضخمة عدد من شركات الأدوية في مصر والعديد من مصانع النسيج.
شركات أدوية
- شركة النيل للادوية.
- الجمهورية للادوية.
- العربية للادوية.
- ممفيس للادوية.
- نوفارتس للادوية.
- سانوفي للادوية.

 شركات عامة
- شركة النيل للطرق والكباري.
- شركة أعمال النقل الثقيل.

- شركة النصر للمحولات.
- شركة شرق الدلتا لإنتاج الكهرباء.
- شركة بسكو مصر.
- مصر للألبان.
- شركة باكين للبويات.

## المساحة
تبلغ المساحة الكلية للحي 3.058 كليومتر.

## السكان
قدر عدد السكان التقديري سنة 2017 ب 152554 ألف نسمــة.

## الحدود الإدارية
شمالاً شارع الكابلات من ميدان المطرية
جنوبًا شارع ترعة القبة تلاقيه بشارع بور سعيد
شرقًا شارع المطرية من ميدان المطرية شمالا
غربًا شارع بور سعيد من نقطة التقاء شارع الكابلات بشارع ترعة الإسماعيلية

## شياخات
- شياخة مساكن السعودية

- شياخة القفاصين

- شياخة مساكن الأميرية الشمالية

- شياخة الأميرية الجنوبية

- شياخة ناصر

- شياخة القبة الجديدة

- شياخة منشأة القبة الجديدة